# Nikolaevsk-na-Amure
Nikoláevsk-na-Amúre (in russo Никола́евск-на-Аму́ре?) è una città della Russia, situata a breve distanza dalla costa del mare di Ochotsk sulle rive del fiume Amur; è capoluogo del distretto di Nikolaevsk.
Nonostante la sua popolazione relativamente ridotta, è una città con un passato relativamente importante a livello regionale (fu per decenni capoluogo dell'immenso territorio di Primorje, che al tempo della colonizzazione della Siberia comprendeva una buona fetta della costa pacifica russa).
Il primo insediamento della città sembra datare dall'agosto del 1850, fondato ad opera di Gennadij Nevel'skoj; tuttavia, pare che già agli inizi del XIX secolo esistesse nella zona un piccolo insediamento, chiamato dai giapponesi Fuyori.
L'area dove oggi sorge la città faceva parte della Cina fino ai trattati di Aigun del 1858 e di Pechino del 1860; Nikolaevsk aveva allora il nome di Miàojiē (cin. trad. 廟街, cin. sempl. 庙街).
Dal 1920 e la metà del 1923 fu anche capitale dell'Ucraina verde Repubblica separatista ostile all'Unione sovietica.

## Popolazione
Fonte: mojgorod.ru
| 1858   | 1882   | 1897   | 1913   | 1926   |
| ------ | ------ | ------ | ------ | ------ |
| 1 757  | 5 300  | 5 668  | 14 400 | 7 500  |
| 1959   | 1979   | 1989   | 2002   | 2018   |
| 30 100 | 33 500 | 36 300 | 28 492 | 18 636 |

## Geografia fisica

### Clima
Fonte: pogoda.ru
- Temperatura media annua: -2,1 °C
- Temperatura media del mese più freddo (gennaio): -23,1 °C
- Temperatura media del mese più caldo (luglio): 16,5 °C
- Precipitazioni medie annue: 634 mm

| Nikolaevsk-na-Amure (1991-2020) Fonte: | Mesi         | Mesi         | Mesi         | Mesi         | Mesi         | Mesi        | Mesi        | Mesi        | Mesi        | Mesi         | Mesi         | Mesi         | Stagioni | Stagioni | Stagioni | Stagioni | Anno  |
| Nikolaevsk-na-Amure (1991-2020) Fonte: | Gen          | Feb          | Mar          | Apr          | Mag          | Giu         | Lug         | Ago         | Set         | Ott          | Nov          | Dic          | Inv      | Pri      | Est      | Aut      | Anno  |
| -------------------------------------- | ------------ | ------------ | ------------ | ------------ | ------------ | ----------- | ----------- | ----------- | ----------- | ------------ | ------------ | ------------ | -------- | -------- | -------- | -------- | ----- |
| T. max. media (°C)                     | −16,6        | −13,6        | −5,2         | 2,7          | 10,8         | 18,4        | 21,6        | 21,6        | 16,6        | 7,0          | −5,5         | −15,1        | −15,1    | 2,8      | 20,5     | 6,0      | 3,6   |
| T. media (°C)                          | −21,0        | −19,1        | −11,4        | −2,3         | 5,3          | 12,7        | 16,6        | 16,6        | 10,8        | 2,3          | −9,7         | −19,2        | −19,8    | −2,8     | 15,3     | 1,1      | −1,5  |
| T. min. media (°C)                     | −24,8        | −23,8        | −16,8        | −6,5         | 1,1          | 7,9         | 12,5        | 12,0        | 6,3         | −1,4         | −13,5        | −22,9        | −23,8    | −7,4     | 10,8     | −2,9     | −5,8  |
| T. max. assoluta (°C)                  | 0,3 (1984)   | 5,7 (1966)   | 12,7 (2021)  | 19,6 (1959)  | 31,7 (2018)  | 34,3 (1982) | 34,6 (2021) | 35,3 (1950) | 28,9 (2000) | 22,5 (1948)  | 11,4 (1939)  | 2,8 (1956)   | 5,7      | 31,7     | 35,3     | 28,9     | 35,3  |
| T. min. assoluta (°C)                  | −47,2 (1931) | −45,9 (1919) | −37,6 (1947) | −28,8 (1929) | −11,9 (1931) | −3,8 (1913) | 1,3 (1911)  | 0,6 (1992)  | −6,0 (1916) | −25,1 (1912) | −34,0 (1909) | −44,2 (1947) | −47,2    | −37,6    | −3,8     | −34,0    | −47,2 |
| Nuvolosità (okta al giorno)            | 5,0          | 5,2          | 5,9          | 6,8          | 7,7          | 7,0         | 7,7         | 7,3         | 6,7         | 7,1          | 6,1          | 5,3          | 5,2      | 6,8      | 7,3      | 6,6      | 6,5   |
| Precipitazioni (mm)                    | 47           | 28           | 37           | 37           | 52           | 53          | 57          | 84          | 80          | 79           | 61           | 57           | 132      | 126      | 194      | 220      | 672   |
| Giorni di pioggia                      | 0            | 0            | 0,2          | 5,0          | 16,0         | 14,0        | 15,0        | 18,0        | 19,0        | 15,0         | 2,0          | 0,0          | 0,0      | 21,2     | 47,0     | 36,0     | 104,2 |
| Nevicate (cm)                          | 60           | 72           | 77           | 60           | 7            | 0           | 0           | 0           | 0           | 2            | 20           | 42           | 174      | 144      | 0        | 22       | 340   |
| Giorni di neve                         | 17           | 17           | 18           | 16           | 9            | 0,1         | 0,0         | 0,0         | 0,0         | 12,0         | 21,0         | 19,0         | 53,0     | 43,0     | 0,1      | 33,0     | 129,1 |
| Giorni di nebbia                       | 0,3          | 0,4          | 2,0          | 4,0          | 6,0          | 2,0         | 3,0         | 4,0         | 6,0         | 4,0          | 2,0          | 0,3          | 1,0      | 12,0     | 9,0      | 12,0     | 34,0  |
| Umidità relativa media (%)             | 79           | 76           | 74           | 76           | 77           | 77          | 81          | 83          | 82          | 79           | 79           | 79           | 78       | 75,7     | 80,3     | 80       | 78,5  |
| Vento (direzione-m/s)                  | W 3,0        | W 3,0        | W 3,5        | E 4,0        | E 4,4        | E 4,1       | E 3,6       | E 3,0       | N 3,0       | W 3,5        | W 3,6        | W 3,4        | 3,1      | 4,0      | 3,6      | 3,4      | 3,5   |